# Pilot (Episodio de The Fresh Prince of Bel-Air)
Pilot (El proyecto Príncipe de Bel-Air en España y Alerta, el Príncipe llegó en Hispanoamérica) es el primer episodio de la primera temporada de la serie The Fresh Prince of Bel-Air. Emitido originalmente en Estados Unidos el 10 de septiembre de 1990.

## Sinopsis
Esta serie comienza cuando Will Smith toca a la puerta de la mansión de los Banks y le abre Geoffrey, el mayordomo de la familia, a quien confunde con su tío Phil y lo abraza. Este le dice que no es su tío Phil y lo lleva a la sala donde de un costado entra su tía Vivian y su tío Phil y se saludan y se abrazan y Will empieza a decir cosas que parecen malas pero que en realidad son inofensivas, lo que deja mal al tío Phil.
Luego va a dejar sus cosas a su dormitorio con Geoffrey y luego va a la estancia de nuevo y de eso entra su prima Ashley y la tía Vivian se lo presenta, y de pronto la tía dice que quiere ir a nadar antes de comer y Ash dice que se averió el calentador, Will se sorprende al saber que tienen piscina y dice que la iba a pasar bien pero su tío le dice que lo enviaron para enderezarse y de pronto aparece Hilary pidiéndole 300 dólares a su padre Philip y Vivian le dice que está su primo Will y ella ni se interesa, luego el tío le pregunta para que quiere 300 dólares, a lo que responde que es para un sombrero para ir a protestar contra la contaminación en autobús y luego prender una fogata, pero Will le dice que haciendo todo eso iba a incrementar la contaminación y Hilary le dice que si no fuera una buena causa no estaría involucrada Tina Turner y de pronto muestran a Will mirando a la cámara.
Will está pegando un póster de Malcolm X en su cuarto y mientras hace eso entra Geoffrey a entregarle un smoking para una fiesta que iba hacer su tío en la noche, luego entra Ashley y ella le dice que no pudo entrar al coro escolar y Will le dice que cante en forma de rap ya que era más fácil, de pronto ellos cantan rap y cuando terminan entra su tío y su otro primo, Carlton, que se parecía con él cuando eran pequeños pero ahora Will estaba más alto, más tarde hace un trato con el tío para no dejarlo en vergüenza en la fiesta.
LLegó la noche y Phil preguntaba por su vecino el presidente Reagan a su mujer Vivian, pero luego entra Will todo desarmado y no con el smoking y deja en ridículo a su tío, luego van a comer y Will se pone a hacer beat box y su prima hace una oración rapeando y Will se pone nervioso.
Después de la fiesta Will se queda en la sala de estar y su tío aparece y le da un sermón por lo que ha hecho al llegar a casa.
Más tarde Will va a al dormitorio de Ashley para pedirle su radio y luego le dice que quería entrar al baño para lavarse los dientes y primero pasan donde está Carlton bañándose y se pasan a otro donde estaba Hilary poniéndose una máscara humectante y se esconden y Hilary sale del baño y Will y Ashley la sorprenden.